# 王丹波
王丹波（1918年6月20日—2003年1月12日），男，河北）深县人，中华人民共和国政治人物，曾任沈阳市人民政府市长，中共沈阳市委书记，沈阳市人大常委会主任。